# Offside (film)
Offside  è un film del 2006 concepito, montato, prodotto e diretto da Jafar Panahi.
Ha vinto l'Orso d'argento al Festival di Berlino.

## Trama
Teheran, 2005. Allo Stadio Azadi si gioca la partita di calcio tra la nazionale iraniana e la rappresentativa del Bahrain, valida per le qualificazioni al campionato del mondo che si terrà in Germania l'anno successivo.
Nel paese il regime impedisce alle donne di assistere a manifestazioni sportive ma, nonostante il divieto, un gruppo di sei tifose decide comunque di seguire la partita andando allo stadio travestite da uomini.

## Riconoscimenti
- Festival di Berlino 2006: Orso d'argento